# Liege Lord
I Liege Lord sono un gruppo musicale heavy metal statunitense formatosi a Stamford, nel Connecticut nel 1982.

## Storia del gruppo
Iniziarono l'attività come cover band dei Judas Priest, adottando il nome di Deceiver tratto dall'omonima canzone del gruppo britannico.

La band assunse il nome attuale nel 1984 ed era inizialmente composta da Andy Michaud (voce), Matt Vinci (basso), Frank Cortese (batteria), Tony Truglio e Pete McCarthy (chitarre). Con questa formazione realizzarono un paio di demo, che gli diedero notorietà tra gli appassionati sia in patria che in Europa. Ciò consentì loro di firmare un accordo con l'etichetta discografica francese Black Dragon per la realizzazione del primo album, che uscì nel 1985 col titolo di Freedom's Rise. Questo disco presentò delle caratteristiche tipiche dell'epic metal con una matrice metal tradizionale, uno stile adottato in quel periodo anche da altre band statunitensi, quali Omen e Virgin Steele.
Nel 1987 McCarthy venne sostituito da Paul Nelson e il gruppo venne messo sotto contratto dalla Metal Blade che pubblicò Burn to My Touch. L'album venne prodotto da Joe Bouchard dei Blue Öyster Cult e, rispetto a quello d'esordio, si orientò maggiormente verso il thrash metal.

L'anno successivo uscì Master Control, registrato con Joe Comeau alla voce (in seguito chitarrista degli Overkill e poi cantante degli Annihilator) al posto di Michaud.
La band si sciolse nel 1989, dopo un tour nella east coast assieme a Candlemass e i componenti si dedicarono ad altri progetti musicali. Sebbene il gruppo non si fosse ufficialmente riunito, nel 2000 si esibì sul palco del Wacken Open Air.
Ad agosto del 2012 si sono riformati in vista del festival Keep It True che si è tenuto l'anno successivo. In seguito hanno continuato l'attività live con la stessa formazione che, rispetto all'ultimo album, vede Danny Wacker al posto di Paul Nelson, impegnato nella collaborazione con Johnny Winter, e Frank Gilchriest (anche nei Virgin Steele) in sostituzione di Frank Cortese.

## Formazione

### Attuale
- Joe Comeau - voce
- Tony Truglio - chitarra
- Danny Wacker - chitarra
- Matt Vinci - basso
- Frank Gilchriest - batteria

### Ex-componenti
- Andy Michaud - voce
- Pete McCarthy - chitarra
- Paul Nelson - chitarra
- Frank Cortese - batteria

## Discografia
- 1985 - Freedom's Rise
- 1987 - Burn to My Touch
- 1988 - Master Control